# Cala del Rei
La cala del Rei, o platja de ses Llunes, és una petita platja del municipi de Begur (Baix Empordà), situada a l'esquerra de la platja de sa Riera, separada d'aquesta per una petita punta rocallosa anomenada Faralló dels Frares, en una zona urbanitzada, amb un grau d'ocupació baix a l'estiu. Orientada al sud-est, té una longitud de 6,6 m i una amplada de 12 m, formada per sorra gruixuda. Exposada als temporals de tramuntana, la sorra pot desaparèixer temporalment.